# Богдановка (Теректинський район)
Богда́новка (каз. Богдановка) — село у складі Теректинського району Західноказахстанської області Казахстану. Адміністративний центр Богдановського сільського округу.
Населення — 419 осіб (2021; 507 у 2009, 649 у 1999, 814 у 1989).